# Movilele Șișcov
Movilele Șișcov (în ucraineană Шишкові горби) este un monument al naturii de tip geologic de importanță locală din raionul Chelmenți, regiunea Cernăuți (Ucraina), situat la nord de satul Nagoreni.
Suprafața protejată constituie 12 de hectare și a fost înființată în anul 1979 prin decizia consiliului regional. Statutul a fost acordat pentru protecția movilelor de calcar erodate. Formațunile sunt situate de-a lungul malului abrupt drept al Nistrului, care formează un meandru oval profund incizat. Movilele sunt în formă de con, cu formațiuni stâncoase și se ridică de la 5 până la 35 m deasupra zonei înconjurătoare. Sunt un loc în care crește o vegetație litofită rară.